# 聖澤維爾 (蒙大拿州)
聖澤維爾（英語：St. Xavier）是位於美國蒙大拿州大角縣的普查規定居民點。

## 歷史
聖澤維爾的郵局自1891年營運至今。

## 人口
根據2020年美國人口普查的數據，聖澤維爾的面積為14.49平方千米，皆為陸地。當地共有人口78人，而人口密度為每平方千米5.38人。